# Lenne (Hastière)
Lenne ist ein zur belgischen Gemeinde Hastière gehörender Weiler in der Provinz Namur in der Wallonischen Region.
Südwestlich des Dorfes fließt die Maas, an der sich, östlich von Lenne gelegen, das Schloss Freÿr befindet. Nördlich liegt Onhaye, südlich Waulsort. Lenne besteht im Wesentlichen aus zwei Gehöften.

## Geschichte
Während des Ersten Weltkrieges kam es in der Gegend von Lenne zu Kämpfen zwischen deutschen und französischen Truppen. Am 23. August 1914 überschritten die deutschen Truppen von Osten kommend in der Nähe von Schloss Freÿr die Maas. In der Nacht zum 24. August brannten alle Gehöfte Lennes.
Die kleine Ortschaft gehörte ursprünglich zur Gemeinde Waulsort und kam dann jedoch mit dieser zur Gemeinde Hastière.